# Болгаро-боснийские отношения
Болгаро-боснийские отношения — двусторонние дипломатические отношения между Болгарией и Боснией и Герцеговиной. Отношения были установлены 12 января 1996 года.

## История отношений
Болгария была первой страной, признавшей независимость Боснию и Герцеговину 15 января 1992 года после распада Югославии. Дипломатические отношения между двумя странами были установлены 12 января 1996 года, а в марте 1996 года в Сараево было открыто посольство Болгарии. 18 мая 2006 года было открыто посольство Боснии и Герцеговины в Софии.

## Инвестиции
Завод в Баня-Луке был закрыт в 2018 году, как и болгарский, объявивший о банкротстве в 2019 году. Торговый обмен имеет относительно низкую интенсивность, а дефицит внешнеторгового обмена Боснии и Герцеговины с Болгарией в 2017 году составил около 58 млн км и увеличивается по сравнению с предыдущим годом, когда он составлял около 50 млн км.

## Торговля
За первую половину 2014 года товарооборот между двумя странами составил 17 476 млн евро, что на 27% больше по сравнению с аналогичным периодом 2013 года.

## Дипломатические миссии
- У Болгарии есть посольство в Сараево[3]
- У Боснии и Герцеговины есть посольство в Софии[4]